# Keith Earls
Keith Gerard Earls (Moyross, 2 ottobre 1987) è un rugbista a 15 irlandese, utility back per la provincia di Munster e internazionale dal 2008 per l'Irlanda.

## Biografia
Proveniente dal St. Munchkin's College di Limerick, con cui vinse nel 2006 la coppa scolastica di rugby del Munster, Earls si formò nelle giovanili della franchise provinciale omonima, con cui esordì in Celtic League nel 2007.
Già nel 2008 fu internazionale per l'Irlanda, debuttando a novembre di quell'anno nella sua città contro il Canada; con soli due test match alle spalle fu convocato per il tour dei British Lions del 2009 in Sudafrica nel corso del quale disputò cinque incontri senza test match, con due mete, una delle quali contro il Sudafrica A.
Prese parte anche alla Coppa del Mondo di rugby 2011 in Nuova Zelanda con cinque mete in altrettanti incontri, tra le quali una marcata all'Italia nella partita decisiva, per entrambe le squadre, per il passaggio ai quarti di finale.
A livello di club ha vinto con Munster due titoli celtici e uno di campione d'Europa.

## Palmarès
- Celtic League: 2
Munster 2008–09, 2010–11
- United Rugby Championship: 1
Munster: 2022-23
- Heineken Cup: 1
Munster 2007-08